# کوستانیسا
کوستانیسا (به لاتین: Kostanjica) یک منطقهٔ مسکونی در مونته‌نگرو است که در کوتور واقع شده‌است. کوستانیسا ۱۲۷ نفر جمعیت دارد.